# Monument Gesneuvelde Militairen en Burgers Binnenlandse Oorlog
Het Monument Gesneuvelde Militairen en Burgers Binnenlandse Oorlog is een gedenkteken aan de Waterkant in Paramaribo, Suriname. Het herinnert aan de dodelijke slachtoffers tijdens de Binnenlandse Oorlog (1986-1992). Het monument is geïnspireerd op het Washington Monument, zowel als herinnering aan een burgeroorlog als het uiterlijk.
Op de plaquette van het monument wordt de oorlog een 'conflict' genoemd. In de oorlog werden 200 burgers gedood. Het aantal militairen en Junglecommando's dat om het leven kwam, ligt rond de 150, maar is niet exact duidelijk.

## Onthulling
Het monument werd op 17 maart 2016 onthuld door de toenmalige voorzitter van De Nationale Assemblée, Jennifer Geerlings-Simons. President en toenmalig legerleider Desi Bouterse, Defensie-minister Ronni Benschop en monumentcommissie-voorzitter Henk Herrenberg waren aanwezig. Afwezig was ABOP-leider en toenmalig Jungle Commando-leider Ronnie Brunswijk, terwijl hij wel was uitgenodigd.

## Uitstel
Aanvankelijk wees president Ronald Venetiaan de plaatsing van het monument in 2009 af, met als motivering dat het een onnodige strijd was. In 2013, tijdens het kabinet-Bouterse I, kreeg Defensie-minister Lamure Latour wel toestemming. De onthulling ging echter niet door op 25 november 2013 en evenmin op 25 februari 2014. De reden hiervoor was dat het ministerie van Openbare Werken onder leiding van minister Rabin Parmessar geen vergunning voor die plek afgaf, omdat de binnenstad van Paramaribo op de Werelderfgoedlijst staat. Hierdoor moesten de plannen eerst langs de Stichting Gebouwd Erfgoed Suriname en bij de UNESCO neergelegd worden. Herrenberg wilde hier niet op wachten, en vroeg en kreeg toestemming van president Bouterse. Op 1 juli 2014 werd de bouw nogmaals uitgesteld vanwege financiële problemen, zodat de onthulling uiteindelijk tot 17 maart 2016 op zich liet wachten.

## Kosten
Er werden twee monumenten gerealiseerd, naast dat aan de Waterkant nog het Monument voor Gesneuvelde Militairen 1986-1992 voor de Memre Boekoe-kazerne. De kosten werden begroot op 250.000 SRD per stuk. Die werd met 100.000 SRD overschreden, waardoor de monumenten samen 600.000 SRD (circa 140.000 euro) hebben gekost.